# Ney Galvão
Ney Galvão (Itabuna, 11 de janeiro de 1952 — São Paulo, 15 de setembro de 1991) foi um estilista brasileiro.

## Carreira
Na década de 1980 apresentou o programa TV Mulher, em substituição a Clodovil Hernandes, com Marília Gabriela e Marta Suplicy. Trabalhou também no programa Dia Dia da Rede Bandeirantes.
Ney Galvão morreu precocemente aos 39 anos, de neoplasia gástrica e insuficiência aguda de vários orgãos.  Também havia contraído Aids. Foi sepultado no Cemitério da Paz no Morumbi, São Paulo.